# Bauchklang
Bauchklang je rakouská beatboxová kapela. Frontmanem a hlavním zpěvákem tohoto „vokálního grooove projektu” je Andreas Fraenzl, známý z muzikálové produkce Jesus Christ Superstar. Kapela tvoří zvuk (v žánrech hip hop, drum and bass, ambient, reggae, trance, ethno a afrikanský) bez pomoci jakýchkoliv nástrojů – jenom silou hlasů svých členů.

## Členové
- Andreas Fraenzl (hlavní vokály)
- Gerald Huber (beatbox)
- Christian Birawsky (ústní perkuse)
- Alex Boeck (basy)
- Philipp Sageder (vokály)

## Ceny
- 2001 Youngster of Arts Europe
- 2002 Amadeus Award v kategorii FM4 Alternative Act of the Year a Band Rock/Pop national

## Diskografie
- 2001 – Jamzero
- 2001 – Don't Ask Me (Maxi)
- 2005 – Don't Step (EP-CD/Vinyl)
- 2005 – Many People
- 2006 – Rhythm of Time / Barking News (EP-Vinyl)
- 2009 – Live in Mumbai (Album/DVD)
- 2010 – Signs (Maxi)